# His Chum the Baron
His Chum the Baron er en amerikansk stumfilm fra 1913 af Mack Sennett.

## Medvirkende
- Ford Sterling som von Sneezer.
- Mabel Normand.
- Rube Miller.
- Nick Cogley.